# Anthaxia confusa
Anthaxia confusa é uma espécie de insetos coleópteros polífagos pertencente à família Buprestidae.
A autoridade científica da espécie é Gory, tendo sido descrita no ano de 1841.
Trata-se de uma espécie presente no território português.